# Cratère Kebira

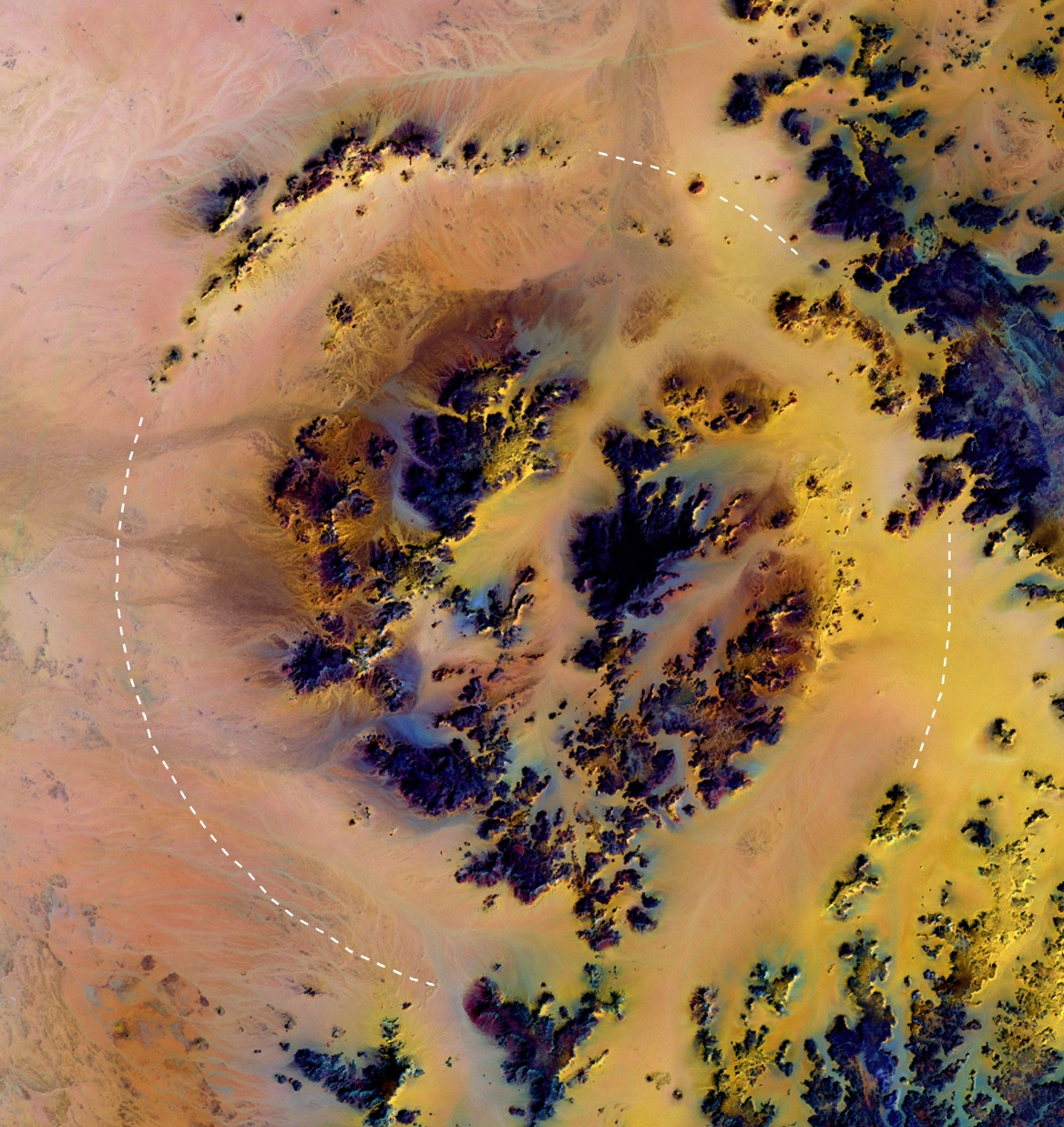
Le cratère.

Le cratère Kebira (en arabe, فوهة كبيرة) est une singularité circulaire du relief du désert de Sahara dont le centre est  en Libye, mais dont le bord oriental s'étend en Égypte. Sa découverte sur des images satellites a été annoncée en mars 2006 par le docteur Farouk El-Baz et le docteur Eman Ghoneim, chercheurs du Centre pour la Télédétection de l'Université de Boston, qui proposent d'y voir un cratère d'impact érodé. Ils suggèrent que l'aspect originel du cratère a été modifié par le vent et l'érosion hydraulique. Cette hypothèse reste à valider par des études de terrain.

## Caractéristiques
Le cratère possède un diamètre d'environ 31 km et si l'hypothèse d'un cratère météorique se confirme, il s'agirait du plus grand de la Libye, le second en taille, le cratère de l'Oasis, possédant un diamètre voisin de 18 km. Il se serait formé il y a 50 millions d'années.